# King Scrub
King Scrub är en del av en befolkad plats i Australien. Den ligger i kommunen Moreton Bay och delstaten Queensland, omkring 39 kilometer nordväst om delstatshuvudstaden Brisbane. Antalet invånare är 497.
Närmaste större samhälle är Burpengary, omkring 14 kilometer öster om King Scrub. 
I omgivningarna runt King Scrub växer huvudsakligen savannskog. Runt King Scrub är det ganska glesbefolkat, med 43 invånare per kvadratkilometer. Genomsnittlig årsnederbörd är 1 222 millimeter. Den regnigaste månaden är januari, med i genomsnitt 252 mm nederbörd, och den torraste är september, med 30 mm nederbörd.